# Isactinia
Isactinia is een geslacht van zeeanemonen uit de familie van de Actiniidae.

## Soorten
- Isactinia carlgreni Lager, 1911
- Isactinia citrina (Haddon & Shackleton, 1893)
- Isactinia olivacea (Hutton, 1879)